# マリヤ・フィリポバ
マリヤ・フィリポバ（Mariya Filipova、1982年9月10日 - ）は、ブルガリアの元女子バレーボール選手。ポジションはリベロ。元ブルガリア代表。

## 来歴
2001年にLevski Volleyに入団し、プロのバレーボール選手としてのキャリアをスタートさせる。同チームで3シーズンプレーし、国内リーグで2度のタイトルを得た。2004年、ロシアリーグのFakel Novy Ourengoïに移籍し、その後はフランス、ギリシャ、ルーマニアなどのリーグで活躍した。
2002年、ブルガリア代表に初選出され、リベロとしてヨーロッパリーグでは2度ベストリベロ賞を受賞した。2014年の世界選手権で三大大会初出場した。

## 球歴
- 世界選手権 - 2014年
- 欧州選手権 - 2005年、2007年、2009年、2013年、2015年

## 受賞歴
- 2009年 ヨーロッパリーグ ベストリベロ賞
- 2010年 ヨーロッパリーグ ベストリベロ賞

## 所属クラブ
- Levski Volley（2001-2004年）
- Fakel Novy Ourengoï（2004-2005年）
- Hainaut Volley（2005-2006年）
- RCカンヌ（2006-2007年）
- Panellinios Athènes（2007-2008年）
- CSU Metal Galați（2008-2010年）
- ロコモティフ・バクー（2010-2014年）
- Volley 2002 Forlì（2015年）
- ラビタ・バクー（2015-2017年）
- CSKA Sofia（2018-2019年）